# Demografía de Ucrania

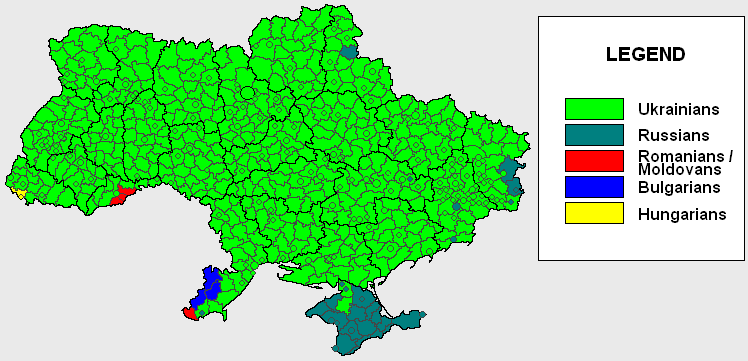
Composición étnica de Ucrania por regiones.

Evolución demográfica ucraniana desde el año 1950. En el gráfico puede observarse que, después de haber alcanzado su pico hacia el fin de la era soviética (a principios de la década de 1980), la población en 2009 es similar a la que el país tenía unos cuarenta años antes (en 1968).

Pirámide de edades de Ucrania, 2023.

La demografía de Ucrania  se caracteriza desde la independencia del país por un declive continuo de la población, acelerado por la invasión rusa de 2022.
Según encuestas etnográficas, la población estaba constituida antes de 2014 por un 57,8% por ucranianos étnicos, un 17,2% de población de origen ruso y un 22% de personas que no se declaraban de una etnia particular. Existen minorías étnicas significativas de: rumanos y moldavos (0,8%), bielorrusos (0,6%) tártaros (0,5%), polacos, húngaros, búlgaros, griegos, gitanos y judíos.
Las regiones industriales, que se ubican al este y sureste de Ucrania, son las más densamente pobladas. El 70% de la población reside en ciudades. La lengua ucraniana es la oficial y más hablada en el occidente, suroeste, y norte del país, aunque el ruso es conocido por la mayor parte de la población y es la lengua más utilizada en ciudades grandes.

## Datos estadísticos

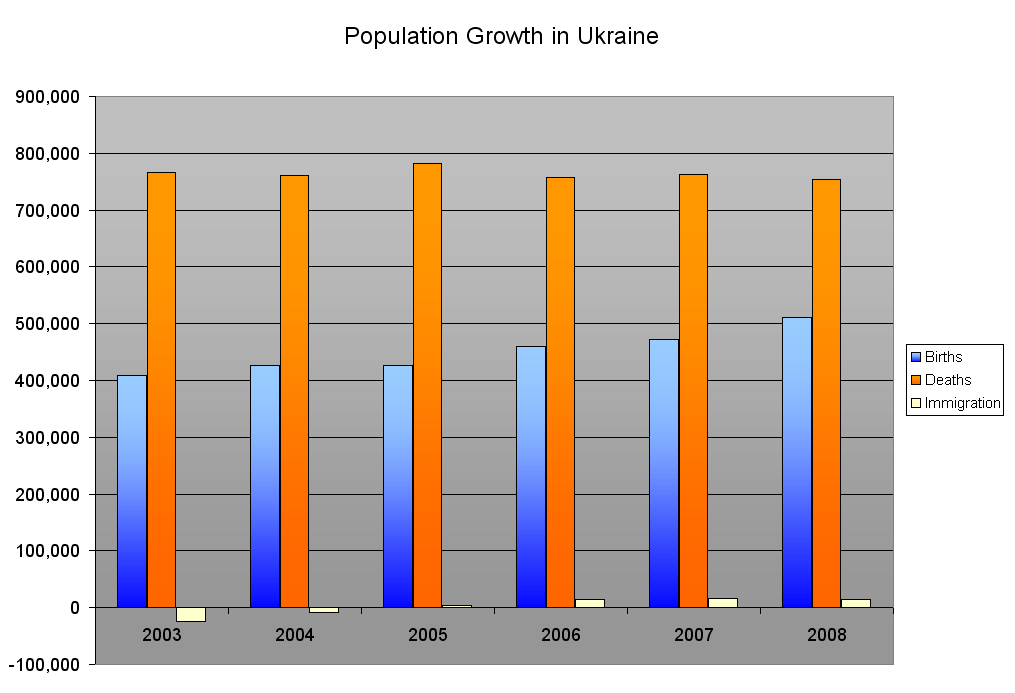
Nacimientos, muertes y migración neta en Ucrania entre 2003 y 2008.

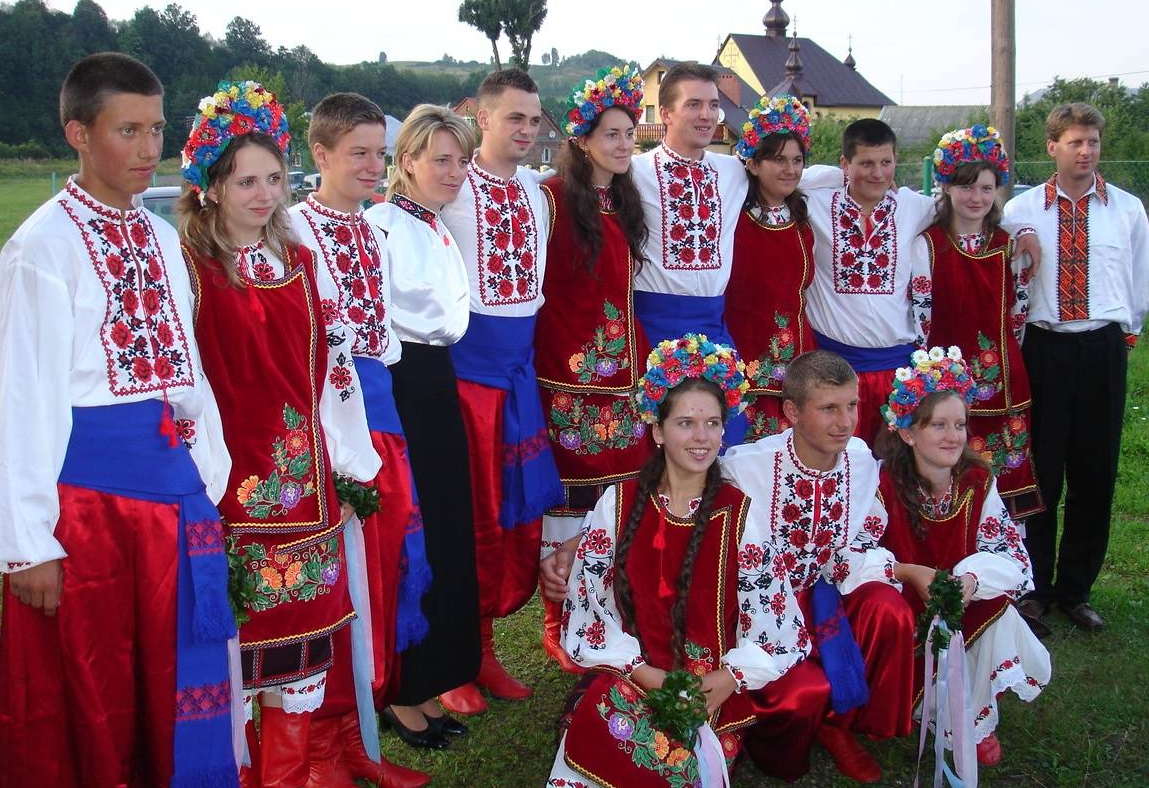
Ucranianos con sus trajes típicos.

### Población
43.544.250 (enero de 2022)

### Estructura de edad
- 0-14 años: 13.9% (hombres 3 277 905/mujeres 3 106 012)
- 15-64 años: 70% (hombres 15 443 818/mujeres 16 767 931)
- 65 años y más: 16.1% (hombres 2 489 235/mujeres 4 909 386) (2008 est.)

### Edad Media
- total: 39,7 años
- hombres: 35,1 años
- mujeres: 42,5 años (2008 est.)

### Tasa de crecimiento demográfico
-0,54% (2008 est.)

### Tasa de natalidad
11,1 nacimientos/1000 sus (2009 est.)

### Tasa de mortalidad
15,3 muertes/1000 habitantes (2009 est.)

### Tasa de migración neta
0,3 migrantes/1000 habitantes (2008 est.)

### Hombres por mujer
- Al nacer: 1,06 varones/mujeres
- Menores de 15 años: 1,06 varones/mujeres
- 15-64 años: 0,92 varones/mujeres
- 65 años y más: 0,51 varones/mujeres
- Población total: 0,8375 varones/mujer (2008 est)

### Mortalidad infantil
- Total: 9,23 muertes/1000 nacidos
- Hombres: 11,48 muertes/1000 nacidos
- Mujeres: 6,85 muertes/1000 nacidos (2008 est.)

### Esperanza de vida
- Población total: 69,3 años
- Hombres: 63,8 años
- Mujeres: 74,9 años (2009 est.)[2]

En 2023, debido a las migraciones y calamidades provocadas por la guerra a gran escala entre Rusia y Ucrania, la esperanza de vida de Ucrania ha bajado a los 57,3 años para los hombres y 70,9 para las mujeres.

### Fertilidad
1,46 niños/mujer (2008 est.)

### VIH/Sida
1,46% (2006 est.)

### Grupos  étnicos

Grupos étnicos según el censo (2001).
Ucranianos
Rusos
Otros

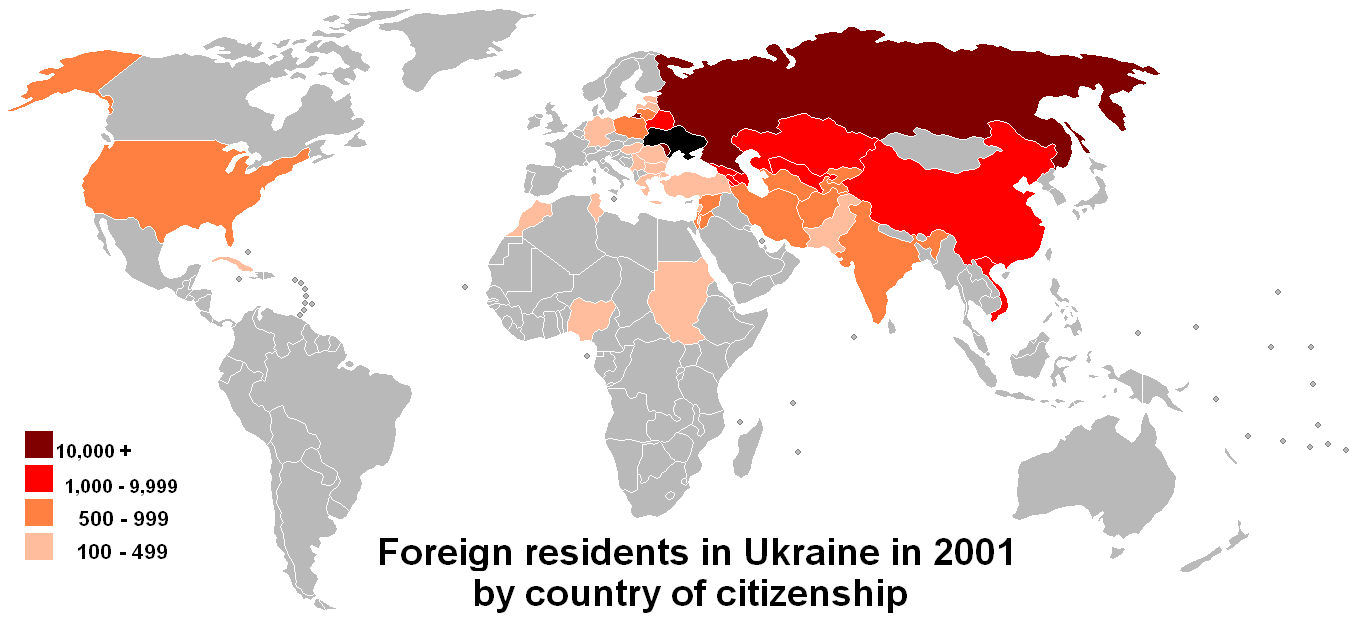
Población de extranjeros residentes en Ucrania en 2001.

Ucranianos 77,8%, rusos 17,3%, bielorrusos 0,6%, moldavos 0,5%, tártaros de Crimea 0,5%, búlgaros 0,4%, húngaros 0,3%, rumanos 0,3%, polacos 0,3%, judíos 0,2%, griegos 0,2%, otros 1,6%

### Ucranianos
Los ucranianos son un grupo étnico eslavo oriental de Ucrania.
Los ucranianos son descendientes de varios pueblos que habitaron la vasta zona que se extendía desde el norte del mar Negro hasta las fronteras de Rusia, Polonia, Moldavia, Bielorrusia y Eslovaquia. Este pueblo incluía numerosas tribus nómadas tales como escitios y sármatas de habla persa; godos y varangios de habla germánica, así como también jázaros turcoparlantes, pechenegos y cumanos. Sin embargo, los orígenes ucranianos son abrumadoramente eslavos, mientras que los nómadas no eslavos que en su mayoría vivían en las estepas del sur de Ucrania, tenían poca influencia en los ancestros de los ucranianos modernos. El ucraniano es una lengua eslava oriental y el pueblo ucraniano pertenece a la misma subdivisión de eslavos que los rusos y los bielorrusos. Los primeros eslavos orientales habitaron las actuales tierras de Ucrania desde tiempos remotos por el siglo V a. C., establecieron dominio ahí y fundaron la ciudad de Kiev –más tarde capital de un poderoso estado conocido como Rus de Kiev. El kniaz Vladimiro I de Kiev de la Rus de Kiev adoptó el cristianismo en 988.

### Rusos en Ucrania
Los rusos constituyen la minoría más grande en Ucrania, así como la comunidad más grande de la diáspora rusa en el mundo. En el censo ucraniano de 2001, 8 334 100 personas se identificaron como rusos étnicos (17,3 % de la población total).
La tabla a continuación da el total de la población de los diversos grupos étnicos en Ucrania, según el censo de 2000 y de la capacidad lingüística.
| Etnia                   | Población  | Nativa     | Ucraniano | Ruso      | Otra |
| ----------------------- | ---------- | ---------- | --------- | --------- | ---- |
| Ucranianos              | 37 541 693 | 31 970 728 | x         | 5 544 729 | 532  |
| Rusos                   | 8 334 141  | 7 993 832  | 328 152   | x         | 402  |
| Bielorrusos             | 275 763    | 54 573     | 48 202    | 172 251   | x    |
| Moldavos                | 258 619    | 181 124    | 27 775    | 45 607    | 22   |
| Tártaros de Crimea      | 248 193    | 228 373    | 184       | 15 208    | 43   |
| Búlgaros                | 204 574    | 131 237    | 10 277    | 62 067    | 9    |
| Húngaros                | 156 566    | 149 431    | 5 367     | 1 513     | 14   |
| Rumanos                 | 150 989    | 138 522    | 9 367     | 2 297     | 4    |
| Polacos                 | 144 130    | 18 660     | 102 268   | 22 495    | 390  |
| Judíos                  | 103 591    | 3 213      | 13 924    | 85 964    | 16   |
| Armenios                | 99 894     | 50 363     | 5 798     | 43 105    | 11   |
| Griegos                 | 91 548     | 5 829      | 4 359     | 80 992    | 9    |
| Tártaros                | 73 304     | 25 770     | 3 310     | 43 060    | 6    |
| Gitanos                 | 47 587     | 21 266     | 10 039    | 6 378     | 6    |
| Azerbaiyanos            | 45 176     | 23 958     | 3 224     | 16 968    | 36   |
| Georgianos              | 34 199     | 12 539     | 2 818     | 18 589    | 15   |
| Alemanes                | 33 302     | 4 056      | 7 360     | 21 549    | 20   |
| Gagauzos                | 31 923     | 22 822     | 1 102     | 7 232     | 2    |
| Coreanos                | 12 711     | 2 223      | 700       | 9 662     | 0    |
| Uzbecos                 | 12 353     | 3 604      | 1 818     | 5 996     | 0    |
| Chuvasios               | 10 593     | 2 268      | 564       | 7 636     | 1    |
| Mordvinos               | 9 331      | 1 473      | 646       | 7 168     | 0    |
| Turcos                  | 8 844      | 7 923      | 133       | 567       | 0    |
| Lituanos                | 7 207      | 1 932      | 1 029     | 4 182     | 4    |
| Árabes                  | 6 575      | 4 071      | 897       | 1 235     | 0    |
| Eslovacos               | 6 397      | 2 633      | 2 665     | 335       | 0    |
| Checos                  | 5 917      | 1 190      | 2 503     | 2 144     | 2    |
| Kazajos                 | 5 526      | 1 041      | 822       | 3 470     | 11   |
| Letones                 | 5 079      | 957        | 872       | 3 188     | 1    |
| Osetios                 | 4 834      | 1 150      | 401       | 3 110     | 4    |
| Udmurtos                | 4 712      | 729        | 380       | 3 515     | 0    |
| Lezguinos               | 4 349      | 1 507      | 330       | 2 341     | 4    |
| Tayikos                 | 4 255      | 1 521      | 488       | 1 983     | 0    |
| Baskires                | 4 253      | 843        | 336       | 2 920     | 0    |
| Maris                   | 4 130      | 1 059      | 264       | 2 758     | 7    |
| Vietnamitas             | 3 850      | 3 641      | 29        | 164       | 0    |
| Turkmenos               | 3 709      | 719        | 1 079     | 1 392     | 0    |
| Albanos                 | 3 308      | 1 740      | 301       | 1 181     | 0    |
| Asirios                 | 3 143      | 883        | 408       | 1 730     | 0    |
| Chechenos               | 2 877      | 1 581      | 212       | 977       | 0    |
| Estonios                | 2 868      | 416        | 321       | 2 107     | 4    |
| Chinos                  | 2 213      | 1 817      | 73        | 307       | 0    |
| Kurdos                  | 2 088      | 1 173      | 236       | 396       | 0    |
| Darguinos               | 1 610      | 409        | 199       | 955       | 0    |
| Komis                   | 1 545      | 330        | 127       | 1 046     | 0    |
| Carelios                | 1 522      | 96         | 145       | 1 244     | 1    |
| Avares                  | 1 496      | 582        | 121       | 761       | 0    |
| Indo-paquistaníes       | 1 483      | 1 092      | 26        | 192       | 0    |
| Abjasios                | 1 458      | 317        | 268       | 797       | 0    |
| Caraítas                | 1 196      | 72         | 160       | 931       | 0    |
| Komi-Permianos          | 1 165      | 160        | 79        | 898       | 1    |
| Kirguises               | 1 128      | 208        | 221       | 617       | 19   |
| Laks                    | 1 019      | 199        | 271       | 514       | 13   |
| Afganos                 | 1 008      | 551        | 60        | 213       | 0    |
| Tabasaranos             | 977        | 482        | 114       | 356       | 0    |
| Españoles               | 965        | 146        | 412       | 379       | 1    |
| Orocks                  | 959        | 12         | 179       | 710       | 50   |
| Izhorianos              | 812        | 2          | 1         | 62        | 0    |
| Fineses                 | 768        | 73         | 89        | 558       | 0    |
| Calmucos                | 718        | 244        | 111       | 350       | 0    |
| Estadounidenses         | 709        | 556        | 34        | 88        | 0    |
| Serbios                 | 623        | 219        | 104       | 218       | 0    |
| Udíes                   | 592        | 342        | 9         | 188       | 1    |
| Nivjis                  | 584        | 4          | 76        | 352       | 0    |
| Cabardinos              | 473        | 89         | 57        | 319       | 0    |
| Ingushetios             | 455        | 164        | 33        | 240       | 0    |
| Italianos               | 420        | 91         | 110       | 199       | 0    |
| Persas                  | 419        | 251        | 16        | 110       | 0    |
| Crimchacos              | 406        | 68         | 41        | 263       | 6    |
| Buriatos                | 391        | 41         | 35        | 312       | 0    |
| Nogays                  | 385        | 227        | 12        | 130       | 1    |
| Circasianos             | 338        | 67         | 19        | 242       | 0    |
| Turcos mesjetios        | 336        | 272        | 2         | 35        | 0    |
| Calmucos                | 325        | 17         | 130       | 170       | 0    |
| Yakuts                  | 304        | 56         | 47        | 198       | 0    |
| Orochis                 | 288        | 5          | 52        | 174       | 2    |
| Vepses                  | 281        | 11         | 186       | 63        | 0    |
| Cubanos                 | 262        | 139        | 30        | 87        | 0    |
| Franceses               | 258        | 105        | 52        | 93        | 0    |
| Livs                    | 235        | 46         | 23        | 43        | 0    |
| Chuvanos                | 226        | 36         | 16        | 160       | 0    |
| Nants                   | 217        | 6          | 32        | 175       | 2    |
| Balkars                 | 206        | 40         | 36        | 115       | 0    |
| Circasianos             | 199        | 25         | 20        | 136       | 0    |
| Uigures                 | 197        | 23         | 18        | 127       | 0    |
| Karachais               | 190        | 35         | 22        | 113       | 0    |
| Suecos                  | 188        | 32         | 122       | 28        | 0    |
| Judíos                  | 166        | 23         | 12        | 121       | 0    |
| Khakases                | 162        | 17         | 21        | 120       | 0    |
| Innuit                  | 153        | 6          | 9         | 86        | 1    |
| Holandeses              | 139        | 32         | 36        | 64        | 0    |
| Rutenos                 | 137        | 36         | 12        | 80        | 0    |
| Lapones                 | 136        | 3          | 20        | 95        | 0    |
| Dungans                 | 133        | 4          | 74        | 49        | 0    |
| Talishes                | 133        | 28         | 19        | 78        | 0    |
| Abazins                 | 128        | 24         | 4         | 86        | 0    |
| Croatas                 | 126        | 23         | 27        | 38        | 0    |
| Kara-Kalpaks            | 117        | 40         | 12        | 50        | 0    |
| Austriacos              | 112        | 16         | 28        | 54        | 0    |
| Ingleses                | 112        | 50         | 16        | 37        | 0    |
| Aguls                   | 108        | 20         | 28        | 53        | 0    |
| Judíos georgianos       | 108        | 1          | 70        | 29        | 0    |
| Evens                   | 104        | 19         | 6         | 7         | 0    |
| Khalhas                 | 104        | 56         | 2         | 40        | 0    |
| Khanties                | 100        | 6          | 29        | 55        | 0    |
| Cakhuries               | 83         | 16         | 16        | 31        | 0    |
| Altaians                | 81         | 6          | 9         | 62        | 0    |
| Ulchis                  | 76         | 5          | 8         | 43        | 1    |
| Koryaks                 | 69         | 5          | 5         | 55        | 0    |
| Tats                    | 64         | 9          | 0         | 46        | 0    |
| Selkups                 | 62         | 1          | 6         | 49        | 0    |
| Negidals                | 52         | 31         | 0         | 11        | 0    |
| Canadienses             | 51         | 21         | 9         | 15        | 1    |
| Evenks                  | 48         | 4          | 3         | 35        | 0    |
| Nganasans               | 44         | 3          | 0         | 26        | 0    |
| Japoneses               | 44         | 21         | 4         | 18        | 0    |
| Mansis                  | 43         | 5          | 9         | 26        | 0    |
| Tuvianos                | 43         | 4          | 2         | 24        | 0    |
| Nanais                  | 42         | 4          | 3         | 33        | 0    |
| Udygeis                 | 42         | 8          | 6         | 19        | 0    |
| Kets                    | 37         | 2          | 7         | 22        | 0    |
| Shors                   | 33         | 3          | 1         | 28        | 0    |
| Baluchis                | 31         | 16         | 6         | 7         | 0    |
| Chukchis                | 30         | 3          | 2         | 24        | 0    |
| Dolgans                 | 26         | 4          | 2         | 10        | 0    |
| Ents                    | 26         | 18         | 0         | 6         | 0    |
| Itelmens                | 18         | 1          | 4         | 6         | 0    |
| Tofalars                | 18         | 0          | 5         | 11        | 0    |
| Judíos del Asia central | 13         | 0          | 0         | 12        | 0    |
| Chilenos                | 13         | 2          | 5         | 4         | 0    |
| Yucagiris               | 12         | 2          | 0         | 6         | 0    |
| Aleutianos              | 6          | 0          | 1         | 4         | 0    |
| otros                   | 3228       | 1027       | 144       | 790       | 0    |
| NA                      | 188639     | 0          | 1108      | 1844      | 1    |

## Nacimientos y defunciones

Nacimientos y defunciones en Ucrania entre 1950 y 2008.

|      | Nacimientos | Defunciones | Tasa de Nacimientos | Tasa de defunciones | Tasa de fecundidad |
| 1960 |             |             | 20,5                | 6,9                 | 2,23               |
| 1961 |             |             | 19,4                | 7                   | 2,17               |
| 1962 |             |             | 18,7                | 7,5                 | 2,14               |
| 1963 |             |             | 17,9                | 7,2                 | 2,06               |
| 1964 |             |             | 16,5                | 7                   | 1,96               |
| 1965 |             |             | 15,2                | 7,5                 | 1,99               |
| 1966 |             |             | 15,5                | 7,5                 | 2,02               |
| 1967 |             |             | 15,1                | 7,9                 | 2,01               |
| 1968 |             |             | 14,8                | 8                   | 1,98               |
| 1969 |             |             | 14,6                | 8,6                 | 2,04               |
| 1970 |             |             | 15,2                | 8,8                 | 2,09               |
| 1971 |             |             | 15,4                | 8,9                 | 2,12               |
| 1972 |             |             | 15,5                | 9,2                 | 2,08               |
| 1973 |             |             | 14,8                | 9,2                 | 2,04               |
| 1974 |             |             | 15,1                | 9,3                 | 2,04               |
| 1975 |             |             | 15                  | 9,9                 | 2,02               |
| 1976 |             |             | 15,1                | 10,1                | 1,99               |
| 1977 |             |             | 14,6                | 10,4                | 1,94               |
| 1978 |             |             | 14,7                | 10,6                | 1,96               |
| 1979 |             |             | 14,7                | 11                  | 1,96               |
| 1980 |             |             | 14,8                | 11,3                | 1,95               |
| 1981 |             |             | 14,5                | 11,3                | 1,93               |
| 1982 |             |             | 14,7                | 11,2                | 1,94               |
| 1983 |             |             | 15,9                | 11,5                | 2,11               |
| 1984 |             |             | 15,6                | 12                  | 2,08               |
| 1985 |             |             | 14,9                | 12,1                | 2,02               |
| 1986 |             |             | 15,4                | 11                  | 2,13               |
| 1987 |             |             | 14,8                | 11,4                | 2,07               |
| 1988 |             |             | 14,4                | 11,6                | 2,04               |
| 1989 |             |             | 13,3                | 11,6                | 1,92               |
| 1990 |             |             | 12,6                | 12,1                | 1,84               |
| 1991 |             |             | 12,1                | 12,9                | 1,77               |
| 1992 |             |             | 11,4                | 13,3                | 1,67               |
| 1993 |             |             | 10,7                | 14,2                | 1,56               |
| 1994 |             |             | 10,0                | 14,7                | 1,47               |
| 1995 |             |             | 9,6                 | 15,4                | 1,34               |
| 1996 |             |             | 9,2                 | 15,2                | 1,33               |
| 1997 |             |             | 8,7                 | 14,9                | 1,27               |
| 1998 |             |             | 8,4                 | 14,4                | 1,20               |
| 1999 |             |             | 7,8                 | 14,9                | 1,12               |
| 2000 |             |             | 7,8                 | 15,4                | 1,11               |
| 2001 |             |             | 7,7                 | 15,3                | 1,09               |
| 2002 |             |             | 8,1                 | 15,7                | 1,13               |
| 2003 |             |             | 8,5                 | 16,0                | 1,17               |
| 2004 |             |             | 9,0                 | 16,0                | 1,22               |
| 2005 |             |             | 9,0                 | 16,6                | 1,21               |
| 2006 |             |             | 9,8                 | 16,2                | 1,31               |
| 2007 |             |             | 10,2                | 16,4                | 1,35               |
| 2008 | 510.588     | 754.462     | 11,0                | 16,3                | 1,46               |
| 2009 | 512.526     | 706.740     | 11,1                | 15,3                | 1,46               |
| 2010 | 497.689     | 698.235     | 10,8                | 15,2                | 1,45               |

## Religión en Ucrania
Iglesia Ortodoxa Ucraniana - patriarcado de Kiev 50,4 %, Iglesia Ortodoxa de Ucrania (Patriarcado de Moscú) 26.1 %, iglesia greco-católica ucraniana 8 %, Iglesia Ortodoxa Ucraniana Autocéfala 7,2 %, católicos 2,2 %, protestantes 2,2 %, islam 0,65%, judíos 0,6%, otros 2,55% (2008 est.).

## Idiomas
Los principales idiomas en Ucrania son: ucraniano 67%, ruso 24%, tártaro de Crimea, búlgaro, rumano, polaco, húngaro, ruteno y el yiddish, hablado por los judíos locales.

### Ucraniano
El ucraniano es una lengua eslava oriental, una de los tres miembros de este grupo de lenguas, las otras dos son el ruso y el bielorruso. El ucraniano escrito guarda ciertas similitudes con ambas lenguas, aun con notables diferencias. El bielorruso y el ucraniano surgieron del ruteno antiguo o medio.

### Ruso

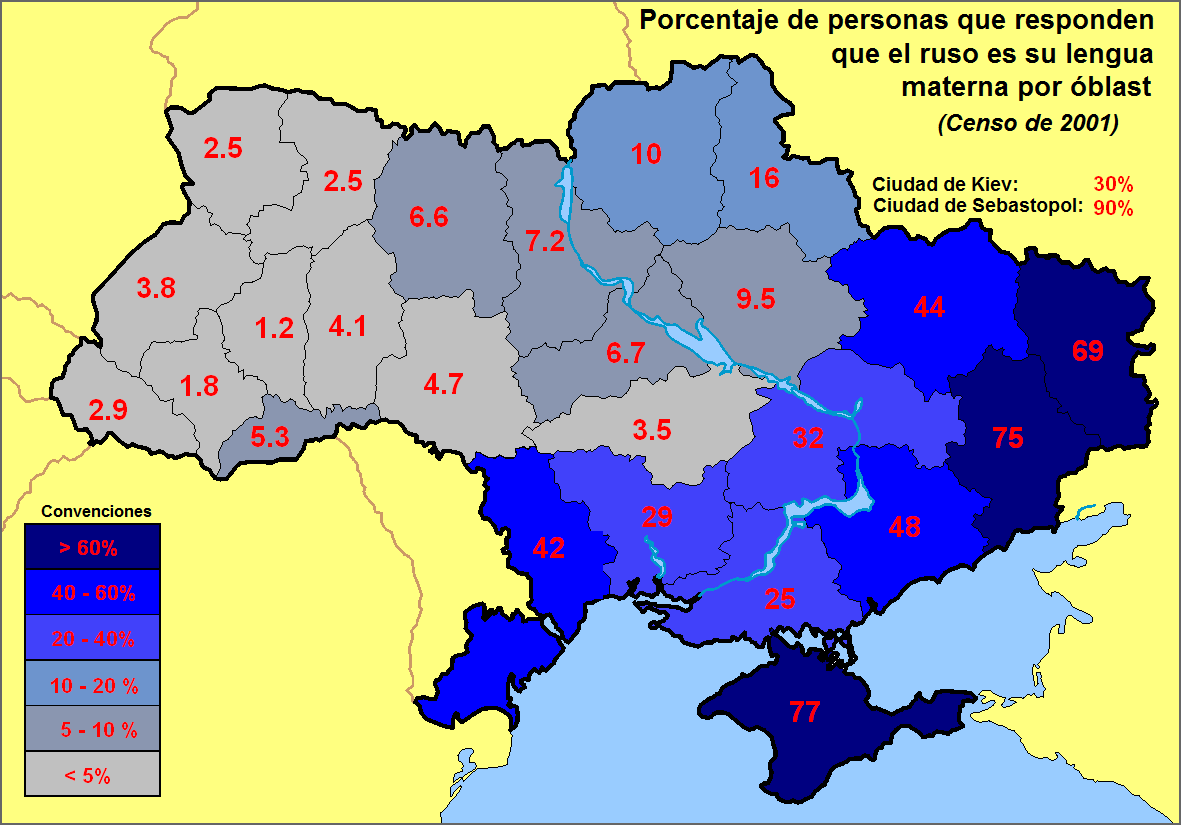
Parte de los habitantes que responden que el ruso es su lengua materna en el censo de 2001 (por óblast).

El ruso es la lengua básica de comunicación en las regiones del sur y las orientales de Ucrania, la segunda lengua por la difusión en sus regiones centrales y occidentales y la segunda lengua más difundida entre la población no rusoparlante de Ucrania.

### Alfabetización
- Población total: 99.4%
- Hombres: 99.7%
- Mujeres: 99.2% (censo 2001)[5]

## Población Histórica
| Año  | Millones                                              |
| ---- | ----------------------------------------------------- |
| 1913 | 35                                                    |
| 1922 | 26                                                    |
| 1939 | 31                                                    |
| 1951 | 37                                                    |
| 1959 | 42                                                    |
| 1970 | 47                                                    |
| 1979 | 50                                                    |
| 1985 | 51                                                    |
| 1990 | 52                                                    |
| 2001 | 48                                                    |
| 2008 | 46                                                    |
| 2023 | 36 (incluyendo los territorios anexionados por Rusia) |